# Тест ранговой корреляции Спирмена
Тест ранговой корреляции Спирмена — непараметрический статистический тест, позволяющий проверить гетероскедастичность случайных ошибок регрессионной (эконометрической) модели. Особенность теста заключается в том, что не конкретизируется форма возможной зависимости дисперсии случайных ошибок модели от той или иной переменной.

## Процедура теста
С помощью обычного метода наименьших квадратов оценивается исходная линейная регрессионная модель:
{\displaystyle y_{t}=x_{t}^{T}b+\varepsilon _{t}}
и определяются остатки регрессии {\displaystyle e_{t}=y_{t}-{\hat {y_{t}}}}.
Далее ранжируются остатки {\displaystyle e_{t}} и переменная {\displaystyle z_{t}}, от которой предполагается зависимость дисперсии случайных ошибок, и определяется коэффициент ранговой корреляции Спирмена:
{\displaystyle {\hat {\rho }}=1-{\frac {6\sum d_{t}^{2}}{n(n^{2}-1)}}}
где {\displaystyle d_{t}} - разность рангов переменных {\displaystyle e_{t}} и {\displaystyle z_{t}}.
Доказано, что при справедливости нулевой гипотезы (отсутствие гетероскедастичности, то есть в данном случае - равенство нулю истинного значения коэффициента ранговой корреляции Спирмена {\displaystyle \rho }) статистика {\displaystyle {\hat {\rho }}{\sqrt {n-1}}} асимптотически (то есть при достаточно большом {\displaystyle n}) имеет стандартное нормальное распределение {\displaystyle N(0,1)}. Соответственно, если значение этой статистики больше критического значения этого распределения (при данном уровне значимости), то гетероскедастичность признается значимой. В противном случае гетероскедастичность незначима (это не исключает возможной зависимости дисперсии ошибок от других переменных, поэтому вообще говоря требуется провести тест для всех "подозрительных" переменных).